# Ogdo Aksënova
Ogdo (Yevdokiya) Yegorovna Aksënova (en russe Огдо (Евдокия) Егоровна Аксёнова), née le 8 février 1936 à Boganida, dans le district dolgano-nénètse du Taïmyr, à l'époque en URSS, morte le 14 février 1995 à Doudinka, en Russie est une poétesse dolgane, et la fondatrice d'une littérature dolgane.

## Biographie

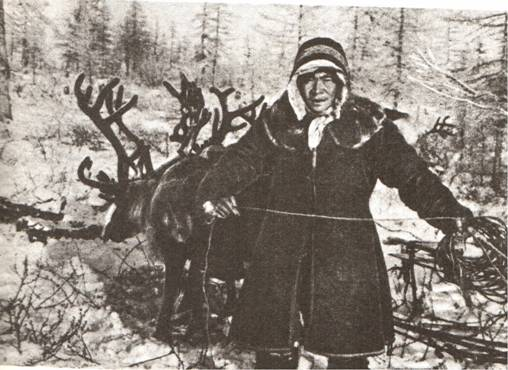
Un Dolgane au début du XXe siècle

Les Dolganes sont un « petit peuple » du Nord de la Russie, une ethnie initialement chamaniste installée dans la partie septentrionale de la Sibérie, au-delà du cercle polaire. Cette ethnie s’est  constituée à partir de groupes evenks, iakoutes, auxquels se sont mêlés les descendants de quelques premiers colons russes arrivés au XVIIe siècle. C’est un peuple sans écriture, mais ayant sa langue, se transmettant de génération à génération des mythes, des chants et des légendes. Il a un rapport très fort avec la nature, mène une vie nomade ou semi-nomade. Ses ressources reposent sur la pêche, la chasse aux rennes sauvages, et la domestication et l’élevage de ces rennes.
Dans la première moitié des années 1930, ce peuple nomade s'est soulevé contre la soviétisation de leur société traditionnelle, et a subi une répression. Ogdo Aksënova naît juste après cette période d’affrontement, au sein de la famille d'un éleveur de rennes. Elle apprend la langue russe et découvre la richesse de la littérature russe à l'internat de Norilsk. Elle commence à écrire des poèmes, en langue russe, à l'école secondaire,.
La Seconde Guerre mondiale est un tournant. Le conflit accélère l'unification des valeurs et des modes de vie de la génération active, dans l'ensemble de l’État soviétique, et son issue renforce Staline et le pouvoir central, sortis vainqueur de leur affrontement avec Hitler. Staline meurt en 1953, mais le régime soviétique se perpétue, sans grande ouverture en politique intérieure. Ogdo Aksënova devient institutrice-bibliothécaire et directrice d'un relais administratif, une «tente rouge» ou čum, placé sur les itinéraires empruntés par les nomades. Si elle s'est passionnée pour la langue russe, elle garde également un profond attachement pour la culture de ses parents et de ses grands-parents, même si la langue dolgane est désormais interdite dans les écoles. Par ses contacts avec la communauté dont elle est issue, elle continue à enrichir sa connaissance des contes et légendes traditionnels.
Dans les années 1960, elle étudie à l'institut de littérature Maxime-Gorki, établissement d'enseignement supérieur situé à Moscou. En 1973, elle  publie un ouvrage bilingue dolgane-russe, sous le titre Baraksan, contenant des poèmes, mais aussi, des proverbes, des devinettes, des dictons. C'est le premier du genre, utilisant les prémisses d'une orthographe mise au point par le linguiste Vladimir Nadeljaev pour sa langue native. D'autres ouvrages suivent,.
À la fin des années 1970, elle rentre à l'Union des écrivains soviétiques. En 1981, elle établit, avec quelques chercheurs, notamment Anna Barbolina, un abécédaire dolgane, et en 1992 un dictionnaire bilingue d'environ 4 000 mots, finissant d'édifier ainsi les bases d'une culture écrite pour les siens,. Dans les années 1980, Ogdo Aksënova travaille également comme rédacteur en chef à la Direction nationale de la radio du district. À la fin de sa vie, elle décide de se consacrer à nouveau à la poésie dolgane.
Elle meurt dans la nuit du 14 février 1995.